# Сулішка
Сулішка (пол. Suliszka) — село в Польщі, у гміні Вежбиця Радомського повіту Мазовецького воєводства.
Населення — 216 осіб (2011).
У 1975-1998 роках село належало до Радомського воєводства.

## Демографія
Демографічна структура станом на 31 березня 2011 року:
|          | Загалом | Допрацездатний вік | Працездатний вік | Постпрацездатний вік |
| -------- | ------- | ------------------ | ---------------- | -------------------- |
| Чоловіки | 112     | 21                 | 82               | 9                    |
| Жінки    | 104     | 19                 | 63               | 22                   |
| Разом    | 216     | 40                 | 145              | 31                   |